# Hardwood Acres
Hardwood Acres es un lugar designado por el censo ubicado en el condado de Benzie en el estado estadounidense de Míchigan. En el Censo de 2010 tenía una población de 432 habitantes y una densidad poblacional de 313,53 personas por km².

## Geografía
Hardwood Acres se encuentra ubicado en las coordenadas 44°43′11″N 85°49′20″O / 44.71972, -85.82222. Según la Oficina del Censo de los Estados Unidos, Hardwood Acres tiene una superficie total de 1.38 km², de la cual 1.35 km² corresponden a tierra firme y (1.69%) 0.02 km² es agua.

## Demografía
Según el censo de 2010, había 432 personas residiendo en Hardwood Acres. La densidad de población era de 313,53 hab./km². De los 432 habitantes, Hardwood Acres estaba compuesto por el 97.45% blancos, el 0.46% eran afroamericanos, el 0.23% eran amerindios, el 0.46% eran asiáticos, el 0% eran isleños del Pacífico, el 0% eran de otras razas y el 1.39% pertenecían a dos o más razas. Del total de la población el 0.93% eran hispanos o latinos de cualquier raza.